# 2015年金馬國際影展
2015年金馬國際影展是在2015年11月5日至11月26日，於臺灣的台北舉辦。

## 簡介
參展影片如下：
- 管虎《老炮兒》

焦點導演：彼得·葛林納威（Peter Greenaway）

## 外部連結
- 金馬國際影展（页面存档备份，存于）